# Закон Ома

U — напряжение,
I — сила тока,
R — сопротивление

Зако́н О́ма описывает линейную зависимость между силой тока на участке цепи и электрическим напряжением на этом участке. Установлен Георгом Омом в 1826 году (опубликован в 1827 году) и назван в его честь. Для участка цепи закон Ома выражается формулой :
{\displaystyle I\!={U \over R}}, где
- {\displaystyle I} — сила тока в цепи, А;
- {\displaystyle U} — электрическое напряжение на участке цепи, В;
- {\displaystyle R} — электрическое сопротивление участка цепи, Ом;

Вербальная формулировка закона Ома:
Сила тока в участке цепи прямо пропорциональна напряжению и обратно пропорциональна электрическому сопротивлению данного участка цепи.
Другая форма записи закона Ома использует определение электрического напряжения как суммы ЭДС, действующей на выбранном участке между двумя точками, и разности потенциалов между этими точками. Это также называют законом Ома для участка цепи:
{\displaystyle IR=\varphi _{1}-\varphi _{2}+{\mathcal {E}}_{12}}
Для замкнутого участка цепи (точки 1 и 2 совпадают) формула, приведённая выше, упрощается:
{\displaystyle IR={\mathcal {E}}_{12}}

## Области применения
Закон Ома в электродинамике сплошных сред и в теории электрических цепей имеет несколько разный смысл и область применения.
В физике закон Ома — изначально эмпирическое соотношение, которое было впоследствии объяснено теорией Друде о движении электронов в металлах. Это соотношение хорошо описывает часто встречаемые на практике типы проводников в квазистационарном приближении, но не является фундаментальным физическим законом и перестаёт соблюдаться в ряде ситуаций.
В теории электрических цепей закон Ома аксиоматически определяет связь параметров напряжения и тока в модели электрической цепи через параметр электрического сопротивления (или, в общем случае, через параметр комплексного импеданса). Существуют законы Ома для комплексных амплитуд и для комплексных действующих значений.

## История
В 1825—1827 годах Георг Ом проводил опыты с источником ЭДС в виде термопары, гальванометром и металлической проволокой. Он обнаружил, что сила тока через проволоку в его опытах хорошо описывается линейным законом на основе трёх параметров, и в 1827 году опубликовал результаты в виде работы Die galvanische Kette, mathematisch bearbeitet. Опыты Георга Ома проводились до зарождения теории цепей и правил Кирхгофа (1845—1847), теории электромагнитного поля (1864), уравнений Максвелла (1884), и теории Друде (1900). В его работе закон Ома был записан как выражение
{\displaystyle S={\frac {a}{b+x}}}, где:
- {\displaystyle S} — показания гальванометра (в современных терминах — сила тока);
- {\displaystyle a} — величина, характеризующая свойства источника напряжения, постоянная в широких пределах и не зависящая от величины тока (в современных терминах — ЭДС);
- {\displaystyle b} — параметр, характеризующий свойства всей электрической установки (в современных представлениях, параметр, в котором можно усмотреть учёт внутреннего сопротивления источника тока r).
- {\displaystyle x} — величина, определяемая длиной соединяющих проводов (в современных представлениях соответствует сопротивлению внешней цепи R).

Позднее, в 1845—1849 годах Густав Кирхгоф предложил корректную физическую интерпретацию этих величин, и в 1849 году опубликовал работу, включающую в себя закон Ома в современных единицах.
Оригинальная формула при использовании современных терминов выражает так называемый закон Ома для полной цепи:
{\displaystyle I\!={{\mathcal {E}}\! \over {R+r}}}, где:
- {\displaystyle {\mathcal {E}}} — ЭДС источника, В;
- {\displaystyle I} — сила тока в цепи, А;
- {\displaystyle R} — сопротивление всех элементов цепи (не включая источник ЭДС), Ом;
- {\displaystyle r} — внутреннее сопротивление источника ЭДС, Ом.

## Закон Ома в дифференциальной форме
Линейная связь плотности тока и напряжённости электрического поля в некоторой точке проводника описывается законом Ома в дифференциальной форме. Коэффициентом пропорциональности является удельная проводимость материала. Для изотропных материалов дифференциальная форма закона Ома выглядит как:
{\displaystyle {\vec {j}}=\sigma {\vec {E}},}
где:
- {\displaystyle {\vec {j}}} — вектор плотности тока;
- {\displaystyle \sigma } — удельная электрическая проводимость ({\displaystyle \sigma =1/\rho });
- {\displaystyle {\vec {E}}} — вектор напряжённости электрического поля.

Все величины, входящие в это уравнение, являются функциями координат и, в общем случае, времени.
В классическом приближении закон Ома в дифференциальной форме можно вывести с использованием теории Друде:
{\displaystyle {\vec {j}}={\frac {n\cdot e_{0}^{2}\cdot \tau }{2m}}\cdot {\vec {E}}=\sigma {\vec {E}},}
где:
- {\displaystyle \sigma } — удельная электрическая проводимость ({\displaystyle \sigma =1/\rho });
- {\displaystyle n} — концентрация электронов;
- {\displaystyle e_{0}} — элементарный заряд;
- {\displaystyle \tau } — время релаксации по импульсам (время, за которое электрон «забывает» о том, в какую сторону двигался);
- {\displaystyle m} — эффективная масса электрона.

## Закон Ома для переменного тока
В теории электрических цепей закон Ома обобщается для переменного тока. Специальному рассмотрению подлежит лишь учёт фазового сдвига между током и напряжением. Если ток является синусоидальным с циклической частотой ω, а цепь содержит не только активные, но и реактивные компоненты (ёмкости, индуктивности), закон Ома может быть записан в комплексных величинах:
{\displaystyle \mathbb {I} ={\frac {\mathbb {U} }{\mathbb {Z} }},}
где:
- {\displaystyle \mathbb {U} =U_{0}e^{i\omega t}} — комплексное напряжение,
- {\displaystyle \mathbb {I} } — комплексная сила тока,
- {\displaystyle \mathbb {Z} =Re^{-i\delta }} — комплексное сопротивление (электрический импеданс),
- R = √Ra2 + Rr2 — полное сопротивление (модуль импеданса),
- Rr = ωL − 1/(ωC) — реактивное сопротивление (разность индуктивного и емкостного),
- Rа — активное (омическое) сопротивление, не зависящее от частоты,
- δ = − arctg (Rr/Ra) — сдвиг фаз между напряжением и силой тока (фаза импеданса, с точностью до обратного знака).

При этом переход от комплексных переменных в значениях тока и напряжения к действительным (измеряемым) значениям может быть произведён взятием действительной или мнимой части (но во всех элементах цепи одной и той же!) комплексных значений этих величин. Соответственно, обратный переход строится для, к примеру, {\displaystyle U=U_{0}\sin(\omega t+\varphi )} подбором такой {\displaystyle \mathbb {U} =U_{0}e^{i(\omega t+\varphi )},} что {\displaystyle \operatorname {Im} \mathbb {U} =U.} Тогда все значения токов и напряжений в схеме надо считать как {\displaystyle F=\operatorname {Im} \mathbb {F} .}
Если ток изменяется во времени, но не является синусоидальным (и даже периодическим), то его можно представить как сумму синусоидальных Фурье-компонент. Для линейных цепей можно считать компоненты фурье-разложения тока действующими независимо. Нелинейность цепи приводит к возникновению гармоник (колебаний с частотой, кратной частоте тока, действующего на цепь), а также колебаний с суммарными и разностными частотами. Вследствие этого закон Ома в нелинейных цепях, вообще говоря, не выполняется.

## Мнемоническая диаграмма для закона Ома

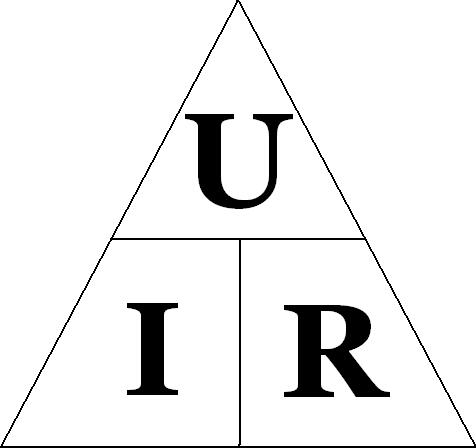
Диаграмма, помогающая запомнить закон Ома. Нужно закрыть искомую величину, и два других символа дадут формулу для её вычисления

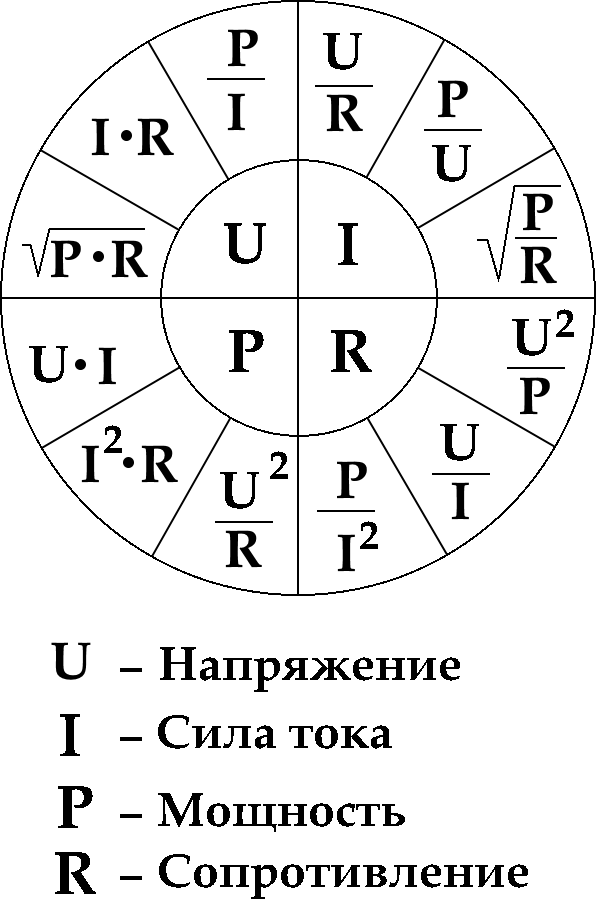
U — электрическое напряжение;
I — сила тока;
P — электрическая мощность;
R — электрическое сопротивление

Мнемоническая диаграмма позволяет получить выражение для необходимой величины из формулы закона Ома.

## Практическое значение закона Ома
Одним из важнейших требований к линиям электропередачи (ЛЭП) является уменьшение потерь при доставке энергии потребителю. Эти потери в настоящее время заключаются в нагреве проводов, то есть переходе энергии тока в тепловую энергию, за что ответственно омическое сопротивление проводов. Иными словами, задача состоит в том, чтобы довести до потребителя как можно более значительную часть мощности источника тока {\displaystyle P} = {\displaystyle {\varepsilon \!I\!}} при минимальных потерях мощности в линии передачи {\displaystyle P(r)=UI,} где {\displaystyle U\!=Ir,} причём {\displaystyle r} на этот раз есть суммарное сопротивление проводов и внутреннего сопротивления генератора (последнее всё же меньше сопротивления линии передач).
В таком случае потери мощности будут определяться выражением
{\displaystyle P(r)={\frac {P^{2}r}{\varepsilon ^{2}}}.}
Отсюда следует, что при постоянной передаваемой мощности её потери растут прямо пропорционально длине ЛЭП и обратно пропорционально квадрату ЭДС. Таким образом, желательно всемерное увеличение ЭДС. Однако ЭДС ограничивается электрической прочностью обмотки генератора, поэтому повышать напряжение на входе линии следует уже после выхода тока из генератора, что для постоянного тока является проблемой. Однако для переменного тока эта задача много проще решается с помощью использования трансформаторов, что и предопределило повсеместное распространение ЛЭП на переменном токе. Однако при повышении напряжения в линии возникают потери на коронирование и возникают трудности с обеспечением надёжности изоляции от земной поверхности. Поэтому наибольшее практически используемое напряжение в дальних ЛЭП обычно не превышает миллиона вольт.
Кроме того, любой проводник, как показал Дж. Максвелл, при изменении силы тока в нём излучает энергию в окружающее пространство, и потому ЛЭП ведёт себя как антенна, что заставляет в ряде случаев наряду с омическими потерями брать в расчёт и потери на излучение.

## Ограничения применимости закона Ома
Закон Ома (как физический закон) может не соблюдаться:
- Для любых сред, к которым не применима теория Друде (например, плазма или вакуум)
- При высоких частотах, когда скорость изменения электрического поля настолько велика, что нельзя пренебрегать инерционностью носителей заряда.
- При низких температурах для веществ, обладающих сверхпроводимостью.
- При заметном нагреве проводника проходящим током, в результате чего зависимость напряжения от тока (вольт-амперная характеристика) приобретает нелинейный характер. Классическим примером такого элемента является лампа накаливания.
- При приложении к проводнику или диэлектрику (например, воздуху или изоляционной оболочке) высокого напряжения, вследствие чего возникает пробой.
- В вакуумных и газонаполненных электронных лампах (в том числе люминесцентных).
- В гетерогенных полупроводниках и полупроводниковых приборах, имеющих p-n-переходы, например, в диодах и транзисторах.
- В контактах металл-диэлектрик (вследствие образования пространственного заряда в диэлектрике)[7].